# Katakana

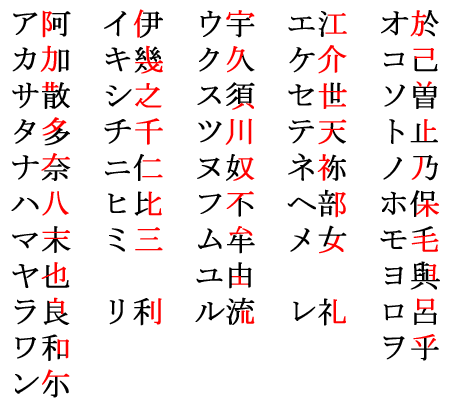
Origen del Katakana

El katakana (片仮名; カタカナ) és un dels dos sil·labaris emprats en l'escriptura japonesa juntament amb l'hiragana. També se sol emprar katakana per referir-se a qualsevol dels caràcters d'aquest sil·labari.
Aquests caràcters, al contrari que els kanji, no tenen cap valor conceptual, sinó únicament fonètic. Gràficament, presenten una forma angulosa i geomètrica.
El sil·labari katakana consta de 46 caràcters que representen síl·labes formades per una consonant i una vocal, o bé una única vocal. L'única consonant que pot anar sola és la 'n'.

## Usos delkatakana
- El katakana es fa servir per escriure paraules preses d'altres idiomes (principalment de l'anglès en temps recents), així com en onomatopeies.
- També s'utilitza el katakana per ressaltar una paraula concreta, sent en aquest sentit equivalent a les nostres cometes o a l'escriptura cursiva.
- S'escriuen en katakana termes científics i tècnics com ara els noms d'espècies animals o vegetals i els minerals en textos científics. En àmbits no científics aquests mateixos noms es poden escriure en kanji.
- Molts noms d'empreses s'escriuen en katakana, especialment per a distingir-los d'un cognom quan tenen aquest origen. Per exemple: Suzuki (スズキ) i Toyota (トヨタ).
- Molts diccionaris usen katakana per a les pronúncies On'yomi (lectura xinesa) dels caràcters kanji.
- Antigament alguns noms de persona eren en katakana, especialment de dona, a causa de l'analfabetisme. Actualment és poc habitual.
- Els telegrames es feien en katakana seguint el Codi Morse japonès. Fins a la introducció dels caràcters multibyte, a la dècada de 1980, els sistemes informàtics al Japó empraven només katakana.
- Abans de la Segona Guerra Mundial, els okurigana (partícules gramaticals) s'escrivien de vegades en katakana, però actualment només es fa servir el hiragana.

Realment, els dos sil·labaris són equivalents, encara que cadascun té usos diferents. En l'alfabet català hi ha alguna cosa semblant amb les majúscules i minúscules en el sentit que les grafies i els usos són distints.

## Caràcters katakana bàsics
A continuació hi ha la taula dels caràcters bàsics (sense accents ni caràcters modificadors) que componen el sil·labari katakana, juntament amb la romanització Hepburn de cadascun que n'indica la pronúncia.
|          | A       | I        | U        | E       | O           |
| -------- | ------- | -------- | -------- | ------- | ----------- |
|          | ア (a)  | イ (i)   | ウ (u)   | エ (e)  | オ (o)      |
| K        | カ (ka) | キ (ki)  | ク (ku)  | ケ (ke) | コ (ko)     |
| S        | サ (sa) | シ (shi) | ス (su)  | セ (se) | ソ (so)     |
| T        | タ (ta) | チ (chi) | ツ (tsu) | テ (te) | ト (to)     |
| N ン (n) | ナ (na) | ニ (ni)  | ヌ (nu)  | ネ (ne) | ノ (no)     |
| H        | ハ (ha) | ヒ (hi)  | フ (fu)  | ヘ (he) | ホ (ho)     |
| M        | マ (ma) | ミ (mi)  | ム (mu)  | メ (me) | モ (mo)     |
| Y        | ヤ (ya) |          | ユ (yu)  |         | ヨ (yo)     |
| R        | ラ (ra) | リ (ri)  | ル (ru)  | レ (re) | ロ (ro)     |
| W        | ワ (wa) |          |          |         | ヲ (wo / o) |

Anteriorment existien altres dos caràcters katakana: ヰ (wi), ヱ (we). Tanmateix, han caigut en desús i ja no s'utilitzen ni tan sols per a transcriure aquest so de mots estrangers. El caràcter wo (ヲ) tampoc no s'utilitza ja per a transcriure mots estrangers i pràcticament només s'usa com a partícula gramatical (i per tant habitualment en hiragana を) que es pronuncia o a la majoria de dialectes.
Alguns caràcters katakana tenen certes semblances, com ocorre amb so (ソ) n (ン), xi (シ) i tsu (ツ), u (ウ) i wa (ワ). Altres, com he (ヘ) i mo (モ), s'assemblen als equivalents en hiragana (へ i も respectivament)
- Quant a la pronúncia, a grans trets tenim que:
  - Les vocals "a" i "i" són com en català /a/ i /i/.
  - Les vocals "e" i "o" són mitjanes /e̞/ i /o̞/ com en rossellonès, encara que es poden realitzar com les vocals tancades de la resta del català.
  - La vocal "u" és no arrodonida /ɯ/.
  - La "y" és la semivocal de la "i", /j/.
  - La "w" és la semivocal de la "u", /ɰᵝ/.
  - La "r" és la suau o bategant /ɾ/.
  - Com a l'ortografia anglesa, "sh" i "ch" representen la xeix i la tx del català, és a dir, /ʃ/ i /t͡ʃ/.
  - També com a l'anglès, la "h" és aspirada /h/.
  - S'escriu "s" la essa sorda /s/, també entre vocals. La essa sonora s'explica al següent apartat.
  - La "f" generalment és bilabial /ɸ/.
  - La resta de consonants són les esperables en l'ortografia catalana.

## Formació de nous sons mitjançantnigori
Existeixen uns accents diacrítics en japonès anomenats nigori. Serveixen per a formar consonants sonores o impures (cas de les G, Z, D i B) o la mig impura P.
- En el primer cas, el de les consonants sonores, s'utilitza el dakuten (濁点), col·loquialment anomenat ten-ten (点々, punts), que es representa amb dos traços diagonals curts a la part superior dreta del caràcter (“).
- Per a formar el so P, s'utilitza el handakuten (半濁点), col·loquialment anomenat maru (丸, cercle), que té forma de cercle i s'escriu també a la part superior dreta del caràcter (゜).

|   | A       | I       | U       | E       | O       |
| - | ------- | ------- | ------- | ------- | ------- |
| G | ガ (ga) | ギ (gi) | グ (gu) | ゲ (ge) | ゴ (go) |
| Z | ザ (za) | ジ (ji) | ズ (zu) | ゼ (ze) | ゾ (zo) |
| D | ダ (da) | ヂ (ji) | ヅ (zu) | デ (de) | ド (do) |
| B | バ (ba) | ビ (bi) | ブ (bu) | ベ (be) | ボ (bo) |
| P | パ (pa) | ピ (pi) | プ (pu) | ペ (pe) | ポ (po) |

- Quant a la pronúncia:
  - La "g" és dura /g/ sempre, també davant de les vocals e, i.
  - La "j" i la "z" són com les catalanes, /ʒ/ i /z/ (essa sonora).
  - La resta de consonants també són com les habituals catalanes.

## Palatalització
Existeixen unes versions petites dels caràcters ya (ャ) yu (ュ) i yo (ョ) anomenades yō-on que serveixen per a palatalitzar una consonant o afegir-hi els diftongs /ja/, /jɯ/, /jo/, si es col·loquen després del seu caràcter en la versió acabada en -i.
|     | YA         | YU         | YO         |
| --- | ---------- | ---------- | ---------- |
| KI  | キャ (kya) | キュ (kyu) | キョ (kyo) |
| SHI | シャ (sha) | シュ (shu) | ショ (sho) |
| CHI | チャ (cha) | チュ (chu) | チョ (cho) |
| NI  | ニャ (nya) | ニュ (nyu) | ニョ (nyo) |
| HI  | ヒャ (hya) | ヒュ (hyu) | ヒョ (hyo) |
| MI  | ミャ (mya) | ミュ (myu) | ミョ (myo) |
| RI  | リャ (rya) | リュ (ryu) | リョ (ryo) |
|     |            |            |            |
| GI  | ギャ (gya) | ギュ (gyu) | ギョ (gyo) |
| JI  | ジャ (ja)  | ジュ (ju)  | ジョ (jo)  |
| BI  | ビャ (bya) | ビュ (byu) | ビョ (byo) |
| PI  | ピャ (pya) | ピュ (pyu) | ピョ (pyo) |

- Quant a la pronúncia:
  - La "ny" és com en català /ɲ/.
  - La resta es pronuncien seguint les mateixes normes dels apartats anteriors.

## Consonants dobles o geminades
Les consonants dobles o geminades es formen escrivint un caràcter tsu petit (ッ) anomenat sokuon davant de la consonant en qüestió. En un principi només es doblaven les consonants k, s, t, p (de la mateixa manera com passa amb l'hiragana).
En les llengües europees, i particularment en anglès, hi ha moltes paraules que acaben en una consonant que es pronuncia de forma brusca. L'escriptura japonesa està formada per síl·labes de tipus "consonant-vocal", i la millor adaptació d'aquests sons consonàntics finals és doblant algunes consonants com b, d, f, g i h.
- Exemples: ペット (petto, de l'anglès pet, mascota), カッパ (kappa, del castellà capa), ベッド (beddo, de l'anglès bed, llit), バッグ (baggu, de l'anglès bag, bossa), マッハ (mahha, de l'alemany Mach). La pronúncia és: pet-to, kap-pa, bed-do, bag-gu, mah-ha, és a dir, la consonant sona dues vegades.

Quant a les consonants nasals "m" i "n", es doblen escrivint ン al davant. De la mateixa manera que en català, la "n" ン es pronuncia /m/ davant de /p/ o /b/. Exemple: ナンバー nanbaa es pronuncia /nambaː/ (de l'anglès number, nombre).
Els símbols d'iteració de katakana són ヽ (estàndard, sense nigori) i ヾ (sonor, amb nigori dakuten) però actualment no s'acostumen a emprar.

## Vocals llargues
El katakana representa les vocals llargues mitjançant un guió llarg anomenat chōon que s'escriu ー a l'escriptura horitzontal i ｜ a l'escriptura vertical.
Si la paraula és japonesa, també s'hi poden formar les vocals llargues de forma anàloga a com es fa en l'hiragana, és a dir, seguint el caràcter amb un altre caràcter d'aquella vocal.
Exemples:
- ミスター (misutaa, mister)
- スーパーマーケット (suupaamaaketto, de l'anglès supermarket, supermercat)
- ショーイチ o bé ショウイチ (Shōichi, encara que normalment s'escriuria en kanji o hiragana).

## Katakana per a mots estrangers

### Transcripció de romaji a katakana
Abans de tot cal recalcar que les paraules estrangeres s'escriuen en katakana de forma fonètica, respectant la pronunciació original. Això és a vegades difícil, ja que el japonès té un sistema sil·làbic que és de tipus consonant + vocal (CV), on la n (ン) és l'única consonant que pot anar sola. Les conseqüències són que els grups de consonants (com en estrany), així com les consonants finals (aviat) i certes síl·labes només es poden aproximar.
Per transcriure una consonant sola o seguida d'una altra consonant, s'escull el caràcter que tingui el valor de la consonant + u. Això és així per què en japonès la u es pronuncia dèbilment. Tanmateix, com tu i du no existeixen en japonès, la t i la d soles es transcriuen com to i do respectivament. Exemples: キス (kisu, de l'anglès kiss, petó) i ヒント (hinto, de l'anglès hint, pista). Si se pronuncia aquesta consonant de forma sobtada o accentuada, llavors passarà a ser una consonant doble en katakana. Exemple: ベッド (beddo, de l'anglès bed, llit).
Els sons que no existeixen en japonès se substituiran pels que més s'hi assemblin.
- La l se substitueix per r. Exemple: ラウラ (Raura, Laura)
- L'hac aspirada (h de l'anglès) o la fricativa velar sorda (coneguda popularment com la j castellana) se substitueix per h. Exemple: ホセ (Hose, José)
- El so θ (th en anglès thin) se substitueix per s, i ð (th en anglès then) se substitueix per z.
- La v se sol substituir per b. Exemple: ボイス (boisu, de l'anglès voice, veu)

### Nous sons incorporats al japonès mitjançant estrangerismes
En general, són estrangerismes les paraules que comencen per "P", i en menor mesura les que contenen una "P" simple (tanmateix, la doble "P" no és rara en japonès). També són estrangerismes totes les paraules que contenen un so de recent incorporació.

#### Síl·labes de recent incorporació alkatakana
De la mateixa manera que es fa amb els yō-on, s'utilitzen versions petites dels caràcters vocàlics a (ァ), i (ィ), u (ゥ), e (ェ), o (ォ) per a formar altres síl·labes impròpies del japonès i poder adaptar mots estrangers. Concretament:
- Síl·labes ti (ティ) i di (ディ). Es formen mitjançant el caràcter te o de més una i petita. Exemple: ビルディング (birudingu, de l'anglès building, edifici).
- Síl·labes tu (トゥ) i du (ドゥ). Es formen mitjançant el caràcter to o do més una u petita. Exemple: トゥール (tūru, de tour).
- Síl·labes tsa (ツァ), tsi (ツィ), tse (ツェ) i tso (ツォ). En el japonès tradicional l'única síl·laba en TS és tsu (ツ). Per formar aquests nous sons només cal afegir un petit caràcter per la vocal corresponent. Exemple: イルパラッツォ (Iruparattso, o Ilpalazzo, un personatge del manga Excel Saga).
- Síl·labes fa (ファ), fi (フィ), fe (フェ) i fo (フォ). En el japonès tradicional l'única síl·laba en F és fu (フ). Per formar aquests nous sons només cal afegir un petit caràcter per a la vocal corresponent. Exemple: オックスフォード (Okkusufōdo, Oxford).
- Síl·labes wi (ウィ), we (ウェ), wo (ウォ). Els caràcters tradicionals per a wi, we, wo ja no s'empren per a transcriure mots estrangers. En comptes d'això s'escriu una u més una i, e o o petita. Exemple: ウィキペディア (Wikipedia).
- Síl·labes va (ヴァ), vi (ヴィ), vu (ヴ), ve (ヴェ) i vo (ヴォ). El caràcter vu és simplement un caràcter u amb nigori. Per formar la resta de sons només cal afegir un caràcter petit per a la vocal corresponent. Exemples: デジャ·ヴ (déjà vu), ラヴェンダー (ravendaa, de l'anglès lavender, lavanda).

Fins i tot hi ha l'ús de "スィ" (su + i petita) per representar el so "si" en algunes paraules estrangeres com "merci" (メルスィ, mercès en francès). La forma tradicional "メルシ" (merushi) és, tanmateix, tres vegades més comuna (Google).

#### Palatalitzacions
- Els diftongs i palatalitzacions també poden acabar en e en mots estrangers. A l'escriptura això es representa amb la síl·laba habitual a i (ki, shi, etc.) més una e petita. Exemples: チェ (che)、シェ (she)、ジェ (je).
- Els diftongs amb ti i di són possibles: s'escriu te o de més un petit caràcter ya, yu, e o yo. Exemple: デューティ・フリー (dyūti furii, duty free).